# 24 Hours to Live
24 Hours to Live és una pel·lícula d'acció estatunidenca dirigida per Brian Smrz, estrenada l'any 2017.

## Argument
Un assassí professional, Travis Conrad, mor durant un dels seus treballs, però és retornat a la vida per un dia amb l'encàrrec de complir una important missió. Haurà de formar equip amb l'espia que el va assassinar per a poder venjar-se del poderós sindicat criminal que va matar tota la seva família. Per a aconseguir-ho només tindrà 24 hores.

## Repartiment
- Ethan Hawke: Travis Conrad
- Xu Qing: Lin
- Liam Cunningham: Wetzler
- Rutger Hauer: Frank
- Paul Anderson: Jim Morrow
- Nathalie Boltt: Doctor Helen
- Hakeem Kae-Kazim: Amahle
- Brendan Murray: Zed
- Tanya van Graan: Jasmine Morrow
- Aidan Whytock: Jeff
- Tyrone Keogh: Keith Zera
- Owen De Wet: Adam

## Crítica
- "Una premissa qüestionable no es veu recolzada per un guió interessat en l'acció genèrica de la cacera d'un home"[2]
- "Si ets capaç de deixar de pensar, aquesta proposta enèrgica t'oferirà bastant diversió poc intel·lectual."[3]
- "Ethan Hawke aporta certa autenticitat al paper (...) Una pel·lícula d'acció sagnant, ambientada a Sud-àfrica, amb més elegància visual que la majoria de pel·lícules d'aquest tipus."[4]